# Disulfur de molibdè
El disulfur de molibdè és el compost químic inòrgànic amb la fórmula química MoS
2. Aquest compost està classificat com un di-calcogenur. És un sòlid de color negre platejat que es troba en el mineral molibdenita, la principal font pel molibdè. MoS
2 és no reactiu relativament. No està afectat pels àcids diluïts i l'oxigen. En aparença és com el grafit. És molt usat com lubricant sòlid per les seves propietats de baixa fricció i robustesa. També té aplicacions en el refinament del petroli i en la recerca científica en la nanotecnologia de tubs de carboni.

## Producció

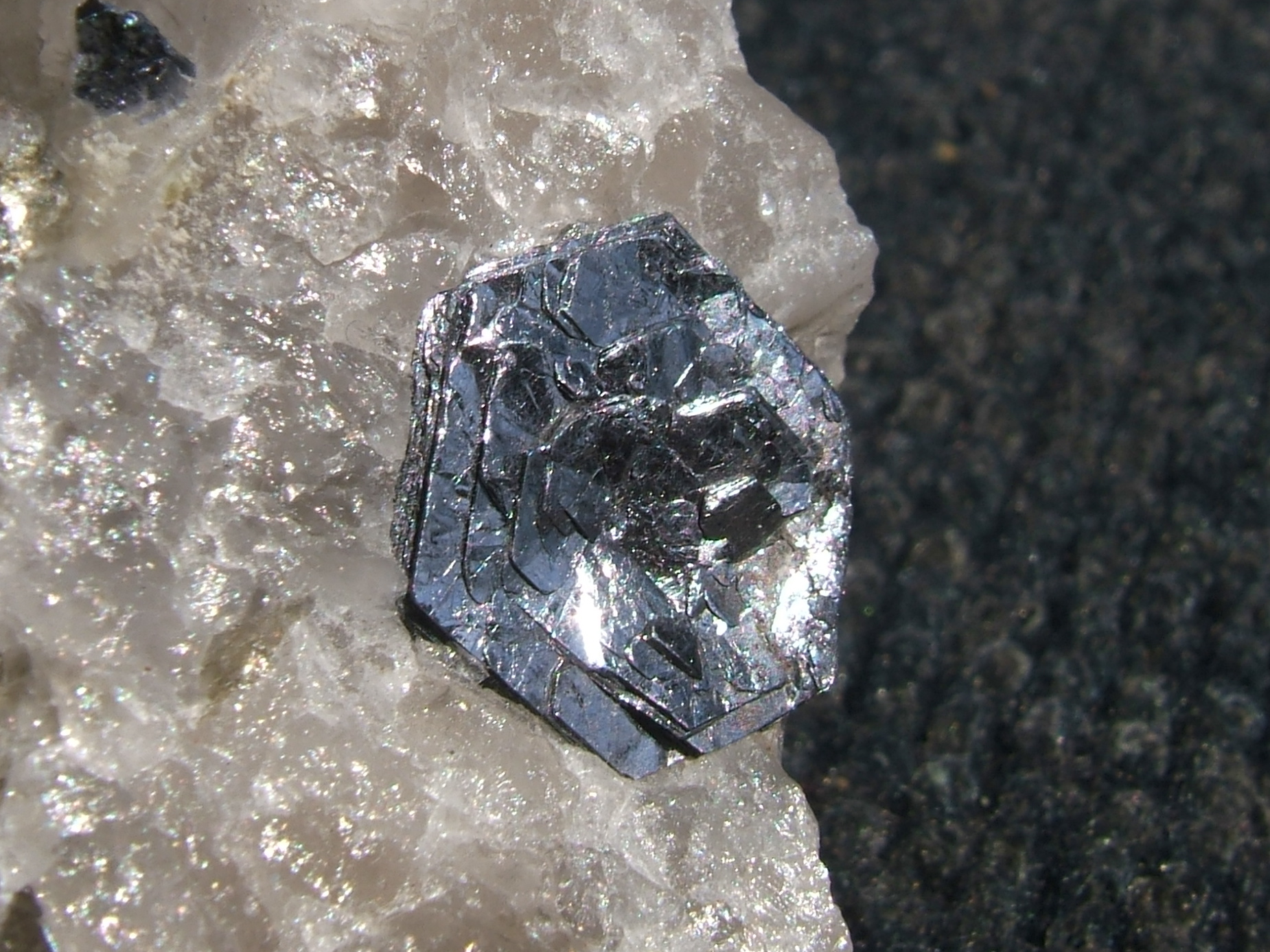
Molibdenita

La molibdenita es processa per flotació er a donar un MoS
2 relativament pur, el seu principal contaminant és el carboni. També s'obté MoS
2 per tractament tèrmic de qualsevol compost de molibdè amb sulfur d'hidrogen o sofre elmental. També es pot obtenir per reaccions de metàstesi a partir del pentaclorur de molibdè.
La forma amorfa natural es troba en el rar mineral anomenat jordisita.